# Jezuitská kolej (Brno)
Jezuitská kolej je zaniklý jezuitský komplex v Brně. Vznikl přestavbou herburského kláštera, který jezuité získali v roce 1578 i s kostelem Nanebevzetí Panny Marie. Po zrušení řádu roku 1773 jej využívala především armáda jako Jezuitská kasárna. Celý areál byl s výjimkou kostela zbořen v letech 1904–1906.

## Historie
První jezuité přišli do Brna roku 1570 na pozvání probošta Jana Grodeckého a zprvu působili v kostele svatého Petra a Pavla a v kostele svatého Jakuba. Roku 1572 byla na návrh Grodeckého, tehdy už olomouckého biskupa, zřízena v Brně řádová kolej, kterou toho roku potvrdil císař Maxmilián II. i papež Řehoř XIII. Jednalo se tak o třetí nejstarší jezuitskou kolej v českých zemích. Provizorně byla umístěna v Grodeckého domě na Petrově a v té době v ní působilo 8 kněží. Již v roce 1573 přesunuli jezuité z Prahy do Brna noviciát.
Rozhodnutím císaře Rudolfa II. získali v roce 1578 brněnští jezuité areál herburského kláštera v severovýchodní části města, který se po celé 16. století potýkal s hospodářskými i morálními problémy, až nakonec zanikl. Součástí konventu byl také gotický kostel Nanebevzetí Panny Marie. Nový jezuitský areál byl již od počátku postupně rozšiřován. Již v roce 1578 vzniklo při koleji gymnázium, pro které postavili jezuité v komplexu novou budovu. Docházelo k dalším úpravám a v letech 1598–1602 byl, snad s použitím části zdiva starého chrámu, především na jižní straně, postaven zcela nový kostel Nanebevzetí Panny Marie. V roce 1603 zde působilo 70 kněží a noviců. Od počátku 17. století zde byla stavěna budova koleje, dokončená v roce 1631, vznikl zde také seminář pro chudé studenty. O něco později jezuité dostavěli tzv. kardinálské křídlo, které pro školní účely založil kardinál František z Ditrichštejna a kterým vedl průjezd s honosným portálem na arkádové reprezentační nádvoří. Areál byl postupně rozšiřován i na místo okolní zástavby a celý komplex se sedmi nádvořími byl dokončen až v 60. letech 17. století. I v dalších desetiletích probíhaly v budovách koleje stavební úpravy.

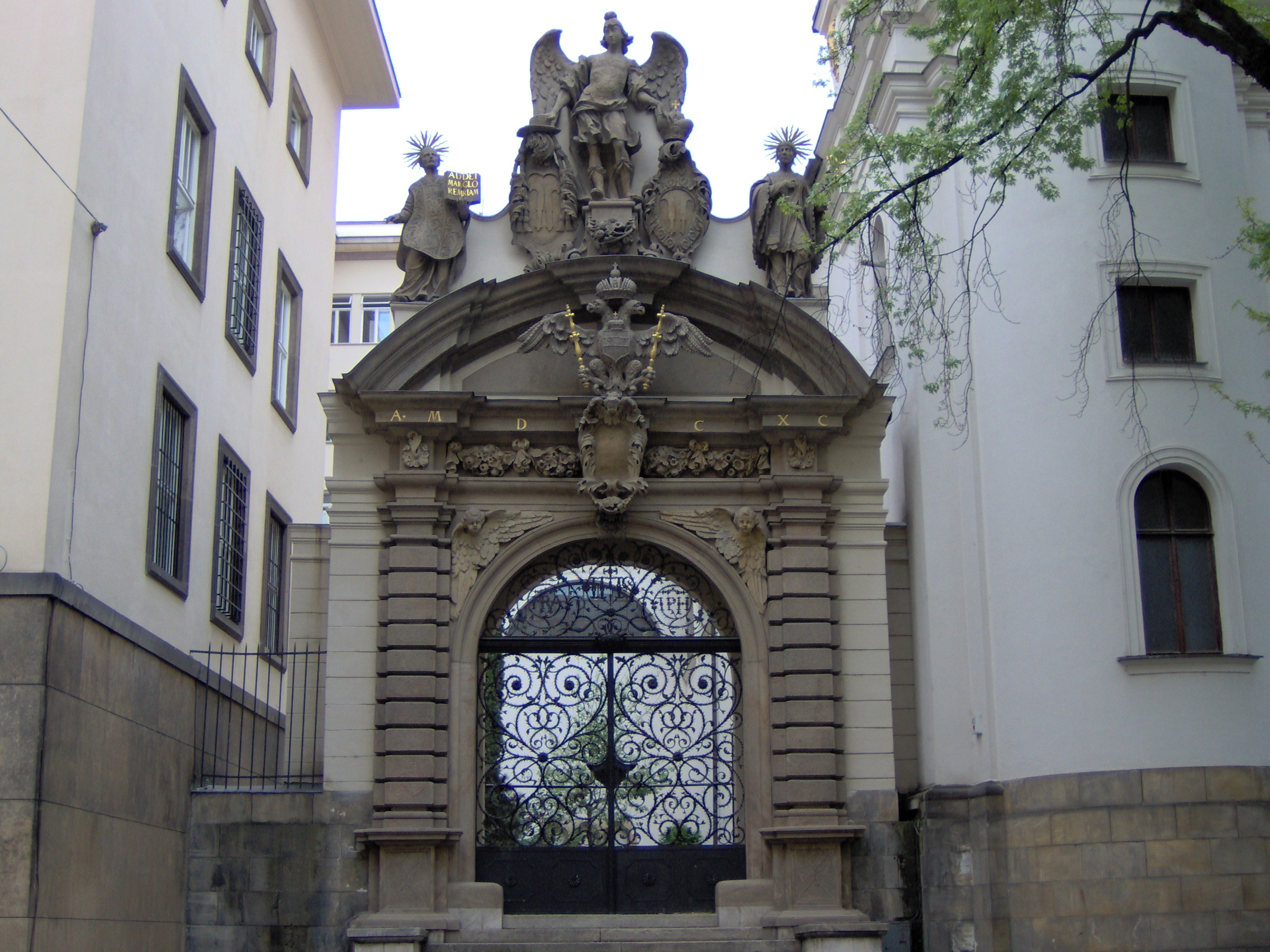
Dochovaný portál z kardinálského křídla

Jezuitský řád byl zrušen papežem Klementem XIV. v roce 1773. V té době působilo na brněnské koleji, patřící k nejvýznamnějším jezuitským domům v českých zemích, 21 kněží, 5 mistrů, 10 noviců a 17 bratří. Její komplex i veškerý další majetek připadl státnímu studijnímu fondu. V areálu působil zprvu sirotčinec, ale v letech 1778–1782 zde sídlila Císařsko-královská a arcibiskupská univerzita, vůbec první brněnská vysoká škola přestěhovaná sem dočasně z Olomouce (nynější Univerzita Palackého). Od roku 1782 sloužil komplex armádě jako kasárenský areál. Celá bývalá jezuitská kolej byla kromě kostela zbořena v letech 1904–1906 při brněnské asanaci. Zachován zůstal pouze honosný portál z kardinálského křídla, který byl druhotně osazen vedle závěru kostela. Po zboření koleje byla většina uvolněného území do roku 1910 zastavěna historizujícími bankovními a státními budovami, z nichž největší byl novobarokní Justiční palác. Prostor byl dokončen v první polovině 20. let 20. století, kdy byly v těsném sousedství kostela realizovány další dvě puristické bankovní stavby – budova Moravské zemské životní pojišťovny (Mozartova 3) a budova České banky Union (Beethovenova 4, od roku 1950 sídlo brněnského rozhlasového studia).
Správu kostela Nanebevzetí Panny Marie převzali jezuité, jejichž řád byl obnoven v roce 1804, po sametové revoluci v roce 1990.

## Osobnosti brněnské koleje
- Jakub Kresa – matematik
- Jan Miller – rektor koleje a historik řádu
- Martin Středa – rektor koleje, který pomáhal bránit město při obléhání Brna v roce 1645